# 牙買加鎮區 (伊利諾伊州弗米利恩縣)
牙買加縣區（英語：Jamaica Township）是位於美國伊利諾伊州弗米利恩縣的一個行政鎮區。

## 地方資料
根據2010年美國人口普查的數據，牙買加縣區的面積為81.10平方千米，當中陸地面積為80.50平方千米，而水域面積為0.60平方千米。當地共有人口195人，而人口密度為每平方千米2.4人。